# 대륙 지각

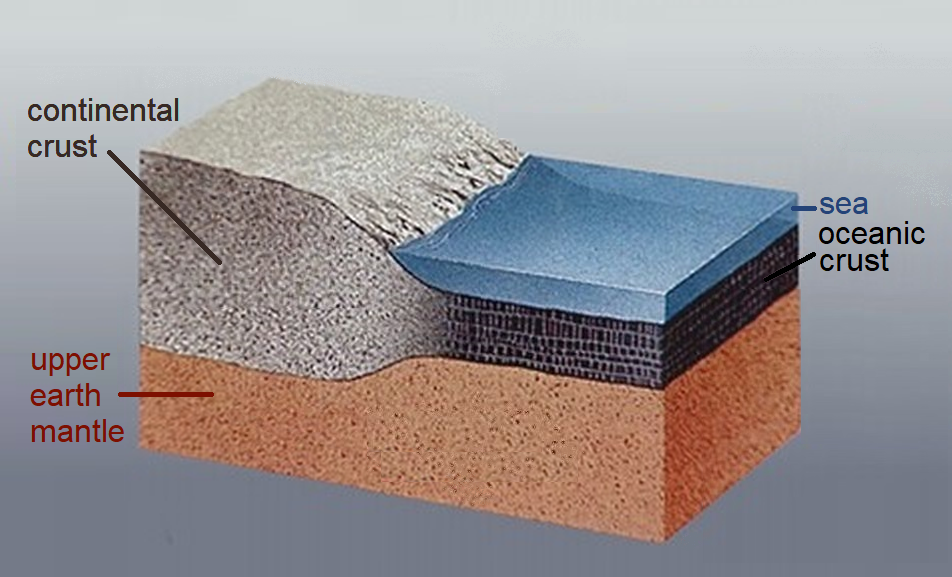
상부 맨틀 위의 대륙 및 해양 지각

대륙 지각(大陸 地殼, Continental crust)은 지질학적 대륙과 해안에 가까운 얕은 해저 지역인 대륙붕을 형성하는 화성암, 변성암, 퇴적암으로 이루어진 층이다. 이 층은 알루미늄 규산염(Al-Si)이 풍부하고 해양 지각에 비해 밀도가 낮아 때때로 시알이라고 불리는데, 해양 지각은 마그네슘 규산염(Mg-Si) 광물이 더 풍부한 시마라고 불린다. 지진파 속도의 변화는 특정 깊이(콘래드 불연속면)에서 더 규장질인 상부 대륙 지각과 더 고철질적인 하부 대륙 지각 사이에 상당히 뚜렷한 대조가 있음을 보여주었다.
대부분의 대륙 지각은 해수면 위의 육지이다. 그러나 질랜디아 대륙 지각 지역의 94%는 태평양 아래에 잠겨 있으며, 뉴질랜드가 수면 위 부분의 93%를 차지한다.

## 두께 및 밀도

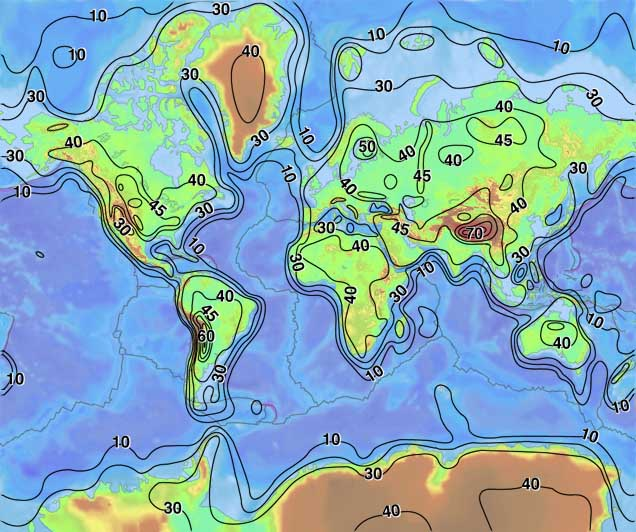
지구의 지각 두께(km)

대륙 지각은 다양한 층으로 구성되어 있으며, 전체적인 조성은 중성이다 (SiO2 중량% = 60.6). 대륙 지각의 평균 밀도는 약 2.83 g/cm3 (0.102 lb/cu in)이며, 밀도가 약 3.3 g/cm3 (0.12 lb/cu in)인 맨틀을 구성하는 초고철질 물질보다 밀도가 낮다. 대륙 지각은 밀도가 약 2.9 g/cm3 (0.10 lb/cu in)인 해양 지각보다도 밀도가 낮다. 두께가 25~70 km인 대륙 지각은 평균 두께가 약 7~10 km인 해양 지각보다 상당히 두껍다. 지구 표면 면적의 약 41%와 지구의 지각 부피의 약 70%가 대륙 지각이다.

## 중요성
대륙 지각의 표면은 주로 해수면 위에 있기 때문에, 그 존재는 해양 생물에서 육상 생물로의 진화를 가능하게 했다. 그 존재는 또한 얕은 바다로 알려진 에페이릭 해와 대륙붕의 넓은 공간을 제공하여 초기 고생대에 복잡한 후생동물 생명이 확립될 수 있도록 했으며, 이는 현재 캄브리아기 폭발이라고 불린다.

## 기원
모든 대륙 지각은 궁극적으로 맨틀에서 유래한 용융물(현무암이 주성분)로부터 분별 결정 작용과 기존 대륙 지각의 동화(재용융)를 통해 파생된다. 대륙 지각 생성에서 이 두 과정의 상대적 기여도는 논쟁의 여지가 있지만, 분별 결정 작용이 지배적인 역할을 한다고 생각된다. 이러한 과정은 주로 섭입과 관련된 마그마 호에서 발생한다.
35억 년 이전의 대륙 지각의 증거는 거의 없다. 현재 대륙 지각 부피의 약 20%는 30억 년 전에 형성되었다. 30억 년에서 25억 년 사이에 대륙 지각으로 구성된 순상지 지역에서 상대적으로 빠른 발달이 있었다. 이 기간 동안 현재 대륙 지각 부피의 약 60%가 형성되었다. 나머지 20%는 지난 25억 년 동안 형성되었다.
정상 상태 가설의 지지자들은 지구의 초기 급속한 행성 분화 이후 대륙 지각의 총 부피는 거의 변함없이 유지되었으며, 현재 발견되는 연령 분포는 강괴 형성 과정(강괴에 모여 있는 지각 부분은 판 구조론에 의해 재작업될 가능성이 적음)의 결과일 뿐이라고 주장한다. 그러나 이는 일반적으로 받아들여지지 않는다.

## 작용하는 힘
대륙 지각의 영속성과는 달리, 대륙의 크기, 모양, 수는 지질 시대 동안 끊임없이 변화한다. 다양한 지각 조각들은 거대한 초대륙 주기의 과정에서 분리되고, 충돌하고, 다시 합쳐진다.
현재 약 7십억 세제곱킬로미터 (1.7십억 세제곱마일)의 대륙 지각이 존재하지만, 이 양은 관련된 힘의 성격 때문에 변동한다. 대륙 지각의 상대적인 영속성은 해양 지각의 짧은 수명과 대조된다. 대륙 지각은 해양 지각보다 밀도가 낮기 때문에, 두 지각의 활동 경계가 섭입대에서 만나면 해양 지각은 일반적으로 맨틀로 다시 섭입된다. 대륙 지각은 거의 섭입되지 않는다 (이것은 대륙 지각 블록이 충돌하여 두꺼워져 히말라야산맥이나 알프스산맥과 같은 산맥 아래에서 깊은 용융을 일으킬 때 발생할 수 있다). 이러한 이유로 지구상에서 가장 오래된 암석은 반복적으로 재활용되는 해양 지각이 아니라 대륙의 강괴 또는 핵 내부에 있다. 가장 오래된 손상되지 않은 지각 조각은 40억 1천만 년 전의 아카스타 편마암인 반면, 가장 오래된 대규모 해양 지각(캄차카반도 연안 태평양판에 위치)은 쥐라기 (약 1억 8천만 년 전)의 것이지만, 약 3억 4천만 년 전 지중해에 더 오래된 작은 잔해가 있을 수 있다. 따라서 대륙 지각과 그 위에 놓여 있거나 그 안에 있는 암석층은 지구 역사의 가장 좋은 기록 보관소이다.
산맥의 높이는 일반적으로 지각 두께와 관련이 있다. 이는 조산 운동 (산맥 형성)과 관련된 지각 평형설의 결과이다. 지각은 섭입 또는 대륙 충돌과 관련된 압축력에 의해 두꺼워진다. 지각의 부력은 지각을 위로 밀어 올리며, 충돌 스트레스의 힘은 중력과 침식에 의해 균형을 이룬다. 이는 산맥 아래에 용골 또는 산 뿌리를 형성하며, 이곳에서 가장 두꺼운 지각이 발견된다. 가장 얇은 대륙 지각은 열개지에서 발견되는데, 이곳에서는 지각이 열개 단층 작용에 의해 얇아지고 결국 끊어져 해양 지각으로 대체된다. 이런 방식으로 형성된 대륙 조각의 가장자리(예: 대서양의 양쪽)는 수동형 경계라고 불린다.
깊은 곳에서의 고온 고압은 종종 복잡한 변형의 오랜 역사와 결합되어 하부 대륙 지각의 대부분을 변성암으로 만든다. 주요 예외는 최근의 화성암 관입이다. 화성암은 또한 지각 아래에 "언더플레이트"될 수 있는데, 즉 지각 바로 아래에 층을 형성함으로써 지각에 추가되는 것이다.
대륙 지각은 주로 판 구조론적 과정, 특히 수렴 판 경계에서 생성되고 (훨씬 덜 자주) 파괴된다. 또한, 대륙 지각 물질은 퇴적을 통해 해양 지각으로 이동한다. 섭입대에서 해양 지각의 부분 용융으로 인해 가벼운 물질이 마그마로 상승하여 화산을 형성함으로써 새로운 물질이 대륙에 추가될 수 있다. 또한, 판 구조 운동의 결과로 화산 열도, 해산 또는 유사한 구조물이 대륙 측면과 충돌할 때 물질이 수평으로 부가될 수 있다. 대륙 지각은 침식 및 퇴적물 섭입, 전호의 지각 침식, 박리, 그리고 충돌대에서의 대륙 지각의 깊은 섭입을 통해서도 소실된다. 지각 성장 및 재활용 속도, 하부 지각이 상부 지각과 다르게 재활용되는지 여부, 그리고 지구 역사상 판 구조론이 얼마나 오랫동안 작용하여 대륙 지각 형성 및 파괴의 지배적인 방식이 될 수 있었는지 등 지각 성장에 대한 많은 이론들은 논쟁의 여지가 있다.
대륙 지각의 양이 지질 시대 동안 증가했는지, 감소했는지, 또는 일정하게 유지되었는지에 대해서는 논쟁이 있다. 한 모델은 37억 년 전에는 대륙 지각이 현재 양의 10% 미만을 구성했다고 보여준다. 30억 년 전에는 그 양이 약 25%였고, 빠른 지각 진화 기간을 거쳐 26억 년 전에는 현재 양의 약 60%에 달했다. 대륙 지각의 성장은 지질 시대 동안 5번의 생산 증가 에피소드에 해당하는 활동 증가의 급증으로 나타나는 것으로 보인다.

## 같이 보기
- 디지털 지질 매핑
- 지질도
- 지질 지역
- 암석권
- 모호로비치치 불연속면
- 해양 지각
- 원지질학
- 판 구조론
- 암층

### 참고 문헌
- Armstrong, R.L. (1991). 《The Persistent Myth of Crustal Growth》 (PDF). 《Australian Journal of Earth Sciences》 38. 613–630쪽. Bibcode:1991AuJES..38..613A. CiteSeerX 10.1.1.527.9577. doi:10.1080/08120099108727995.
- Bowring, S. A.; Williams, I. S. (1999). 《Priscoan (4.00–4.03 Ga) orthogneisses from northwestern Canada》. 《Contributions to Mineralogy and Petrology》 134. 3–16쪽. Bibcode:1999CoMP..134....3B. doi:10.1007/s004100050465. S2CID 128376754.
- Butler, Rob (2011). “Making new continents”. 2006년 3월 1일에 원본 문서에서 보존된 문서. 2006년 1월 29일에 확인함.
- Cogley, J. Graham (1984). 《Continental Margins and the Extent and Number of Continents》. 《Reviews of Geophysics》 22. 101–122쪽. Bibcode:1984RvGSP..22..101C. doi:10.1029/RG022i002p00101.
- Condie, Kent C. (2002). 《The supercontinent cycle: are there two patterns of cyclicity?》. 《Journal of African Earth Sciences》 35. 179–183쪽. Bibcode:2002JAfES..35..179C. doi:10.1016/S0899-5362(02)00005-2.
- Clift, P.; Vannuchi, P. (2004). 《Controls on Tectonic Accretion versus Erosion in Subduction Zones: Implications for the Origin and Recycling of the Continental Crust》. 《Reviews of Geophysics》 42. RG2001쪽. Bibcode:2004RvGeo..42.2001C. doi:10.1029/2003RG000127. hdl:1912/3466. S2CID 19916396.
- Hawkesworth, C.J.; Dhuime, B.; Pietranik, A.B.; Cawood, P.A.; Kemp, A.I.S.; Storey, C.D. (2010). 《The generation and evolution of the continental crust》. 《Journal of the Geological Society》 167. 229–248쪽. Bibcode:2010JGSoc.167..229H. doi:10.1144/0016-76492009-072. S2CID 131052922.
- Saal, A.L.; Rudnick, R.L.; Ravizza, G.E.; Hart, S.R. (1998). 《Re–Os isotope evidence for the composition, formation and age of the lower continental crust》. 《네이처》 393. 58–61쪽. Bibcode:1998Natur.393...58S. doi:10.1038/29966. S2CID 4327383.
- Walther, John Victor (2005). 《Essentials of Geochemistry》. Jones & Bartlett. 35쪽. ISBN 978-0-7637-2642-3. (Diagram entitled "Model of growth of continental crust through time" by Taylor, S.R.; McLennan, S.M. (1995). 《The geochemical evolution of the continental crust》. 《Reviews of Geophysics》 33. 241–265쪽. Bibcode:1995RvGeo..33..241T. doi:10.1029/95RG00262.)
- Taylor, S. Ross; McLennan, Scott (2009). 《Planetary Crusts: Their Composition, Origin and Evolution》. 케임브리지 대학교 출판부. ISBN 9780521841863. 2022년 6월 28일에 확인함.
- von Huene, Roland; Scholl, David W. (1991). 《Observations at convergent margins concerning sediment subduction, subduction erosion, and the growth of continental crust》. 《Reviews of Geophysics》 29. 279–316쪽. Bibcode:1991RvGeo..29..279V. doi:10.1029/91RG00969.